# Premier Khaganat turc
Pour un article plus général, voir Göktürk.
552–603
Entités précédentes :
- khaganat rouran

Entités suivantes :
- khaganat ouïgour

Le Premier Khaganat turc (552 à 576, vieux turc : 𐱅𐰇𐰼𐰜, translittération : Türk xanlïqï ; chinois simplifié : 突厥汗国 ; pinyin : tūjué hánguó), est un empire (khaganat) établi par le clan Ashina des Göktürks en Asie centrale, au Moyen Âge. Il s'agit du premier khaganat de l'Empire göktürk qui dure quant à lui jusqu'en 744. 
Sous la gouvernance de Bumin Khagan (mort en 552) et ses fils, les Ashina succèdent au Khaganat Ruanran comme puissance principale du plateau mongol et établirent un empire plus puissant, qui s'étendit rapidement pour diriger de larges territoires d'Asie centrale. Ce khaganat interagit de façon importante avec différentes dynasties du Nord de la Chine et durant de longues périodes, exerça un contrôle sur les lucratifs échanges de la route de la soie.

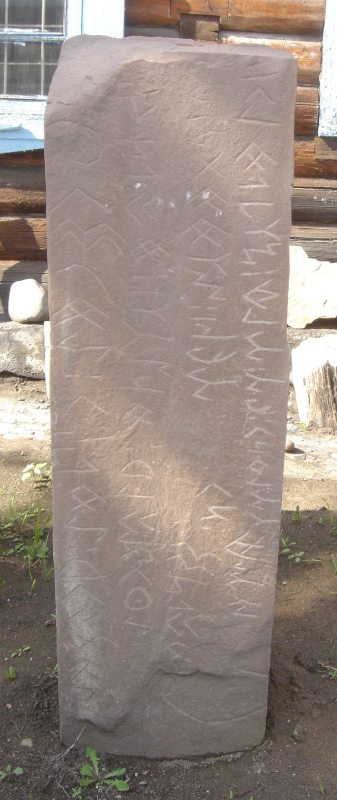
Ville de Kyzyl en gögturk

La première dynastie s'effondre en 581, initiant ainsi une série de conflits politiques et de guerres civiles qui fragmentent le khanat en deux factions, le Khaganat turc oriental et le Khaganat turc occidental, qui furent finalement assujetties à la Dynastie Tang.

## Histoire

### Origine
Les origines du khanat turc remontent à 546, lorsque Bumin Khagan fit une grève préventive contre les groupes ouïghours et tiele planifiant une révolte contre leurs suzerains, le khanat de Rouran. Pour ce service, il s'attendait à être récompensé par une princesse rouran, et ainsi se marier dans la famille royale. Cependant, le khagan Rouran, Yujiulü Anagui, lui envoya un émissaire pour le réprimander, en disant: « Vous êtes mon esclave forgeron. Comment osez-vous prononcer ces mots? ». Ce commentaire enregistré dans les chroniques chinoises ne doit pas être pris au pied de la lettre, mais représente probablement une forme de vassalité, voire d'alliance inégale entre Bumin et le khagan Rouran.
Bumin déçu s'allia aux Wei occidentaux contre le Rouran, leur ennemi commun. En 552, Bumin vainquit Anagui et ses forces au nord de Huaihuang (aujourd'hui Zhangjiakou, Hebei). Après avoir excellé à la fois dans la bataille et la diplomatie, Bumin se déclare Illig Khagan du nouveau khanat à Otukan, mais meurt un an plus tard. 

### Premier Khaganat
Le premier khaganat établi par Bumin Kaghan pratique une forme d'extorsion à distance sur les royaumes chinois, imposant une menace militaire importante et exerçant un contrôle sur le commerce de la route de la soie. Se faisant, les royaumes chinois leur verse régulièrement des dons coûteux pour préserver la paix et le commerce. Cette politique est l'héritière d'une politique similaire exercée par les Xiongnu.
À la fin des années 560, l'armée du Khaganat turc, dotée d'une importante cavalerie de lanciers, se lance dans des opérations militaires visant à renforcer leur contrôle sur les parties occidentales de la route de la soie, alors sous contrôle Héphtalite. Le khaganat turc parvient à contrôler cette région et étendre son influence au point d'établir de premières relations diplomatiques avec l'Empire byzantin en tant que nouvelle puissance. Une ambassade mutuelle est mise en place, notamment parce que les Byzantins souhaitent former une alliance hostile aux Sassanides. L'extension du khaganat turc rejoint le Caucase et la mer Noire. Mugan est le Khagan et Istämi devient le « Yabgu de l'Occident ».
La politique d'expansion occidentale d'Istämi a introduit les Göktürks en Europe. En 576, les Göktürks traversèrent le détroit de Kertch en Crimée. Cinq ans plus tard, ils assiègent Chersonèse ; leur cavalerie continue à parcourir les steppes de Crimée jusqu'en 590. Quant aux frontières sud, elles tirent au sud de l'Amou-Daria, mettant l'Ashina en conflit avec leurs anciens alliés, l'Empire sassanide. Une grande partie de la Bactriane (y compris Balkh) est restée une dépendance de l'Ashina jusqu'à la fin du siècle.
Durant son expansion, Istämi crée des avant-postes militaires. Certains d'entre eux, comme à Tetiouchi, deviennent des sites stratégiques de contrôle militaire et commercial pour la route de la soie qui permettent aux Tatars de ces régions à gagner progressivement en influence au fil des siècles. 
Le Khaganat est alors divisé en deux zones administratives, l'orientale (telis) et l'occidentale (tardush). Le Yagbu de l'occident est un sujet du Khagan. Des inscriptions en Orkhon mentionnent un système de double hiérarchie : l'une est tribale (bodun), l'autre est militaire et administrative (el). Ce double système hiérarchique s'intègre dans la hiérarchisation des chefs locaux (ilteber) et chefs militaires tribaux (irkin) afin de déterminer leur fonction et appartenance aux détachements militaires. Le système de titre pour les chefs et commandants militaires est comparable à celui des Huns, incluant plusieurs niveaux de commandement. Des titres et rangs existent également et hiérarchisent la société. C'est durant cette période qu'un système de loi (torü) est mis en place. Cette loi établit des normes légales entre les différentes hiérarchies des élites nomades, et un premier cadre de prérogatives. Bien plus tard, Gengis Khan transforme ce système de loi en lui donnant un caractère sacré, renforçant la légitimité des différents chefs.

### Effondrement et assujettissement
La première dynastie s'effondre en 581, initiant ainsi une série de conflits politiques et de guerres civiles. 
Du fait d'un système de succession de type séniorat, les deux régions du Khaganat se dissocient au début du VIIe siècle pour devenir mutuellement indépendante et former le Khaganat turc oriental et le Khaganat turc occidental. Durant cette période, les royaumes chinois se réunifient sous la dynastie Sui, puis sous la dynastie Tang. Ces derniers lancent d'importantes opérations militaires en Asie centrale. Lors d'une première campagne en 629, ils soumettent le Khaganat turc oriental. Puis dans un second temps, à partir de 640, ils soumettent le Khaganat turc occidental.
De 640 à 657, les guerres intertribales et interdynastiques continuent et sont exacerbées par le soulèvement général des Oghouzes (Tiele) dans le nord, jusqu'à ce que l'armée des Tang envahisse Semirech'e, défasse les troupes des tribus occidentales et capture le dernier Khagan, décédé deux ans plus tard en captivité.
La dynastie Tang met en place une politique de déportation forcée afin de maintenir un contrôle sur les élites nomades et prévenir toute reformation d'une confédération tribale.
Ainsi, le Premier Khaganat turc a effectivement cessé d'exister, à l'est et à l'ouest, en 630, bien que l'agonie du Khaganat occidental ait duré jusqu'en 657. Le Premier Khaganat turc a joué un rôle extrêmement important dans l'histoire politique et ethnique de l'Asie centrale. Ses conquêtes s'accompagnent des migrations des tribus turques, qui s'étendent sur de vastes territoires d'Eurasie. En raison de l'expansion du Khaganat vers l'Ouest, les tribus turques ont complètement remplacé les nomades iraniens dans les steppes du nord.  Les Khaganats turcs sont définitivement assujettis durant cette période jusqu'à la formation du Second Khaganat turc en 679.

## Impact géopolitique
L'impact géopolitique de l'expansion occidentale du Premier Khaganat turc, à la suite de la chute du Khaganat ruanruan, provoque une importante vague de migration nomade vers l'Europe. Les premiers Avars, directement issus des Ruanruans, arrivent à proximité de l'Europe dès 555. Avec le soutien de l'empereur Justinien Ier, ils ont soumis plusieurs nomades de la steppe pontique comme les Koutrigoures, Outigoures, Antes et Sabires. Ils s'installent dans les Carpates en 570 sous la pression du Khaganat turc qui les repousse de l'autre côté de la mer Noire. Ce récit, régulièrement remis en question, semble confirmé par des analyses ADN récentes qui établissent des liens entre les populations Avars et Ruanruan.

## Galerie d'époque gökturk

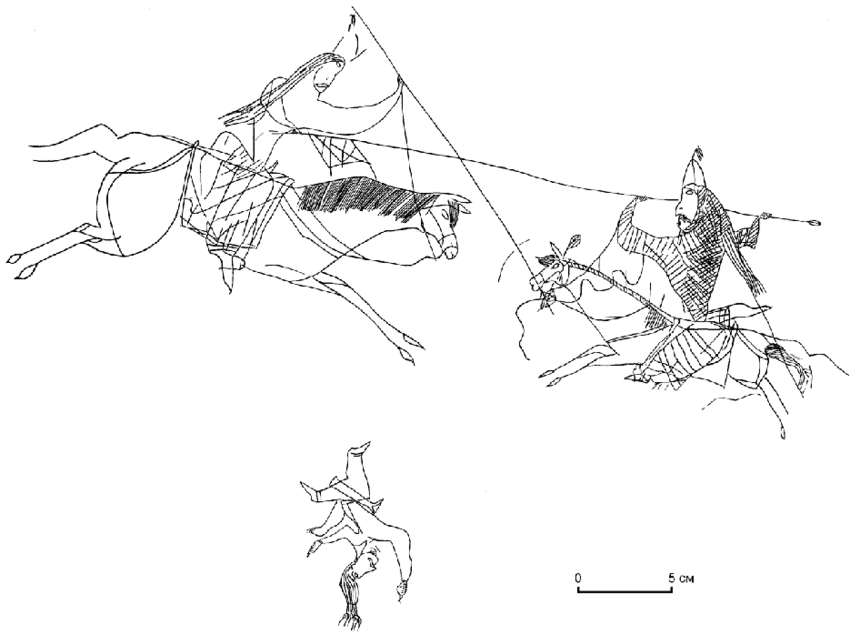
Scène de bataille avec cavalier turcique à longue chevelure
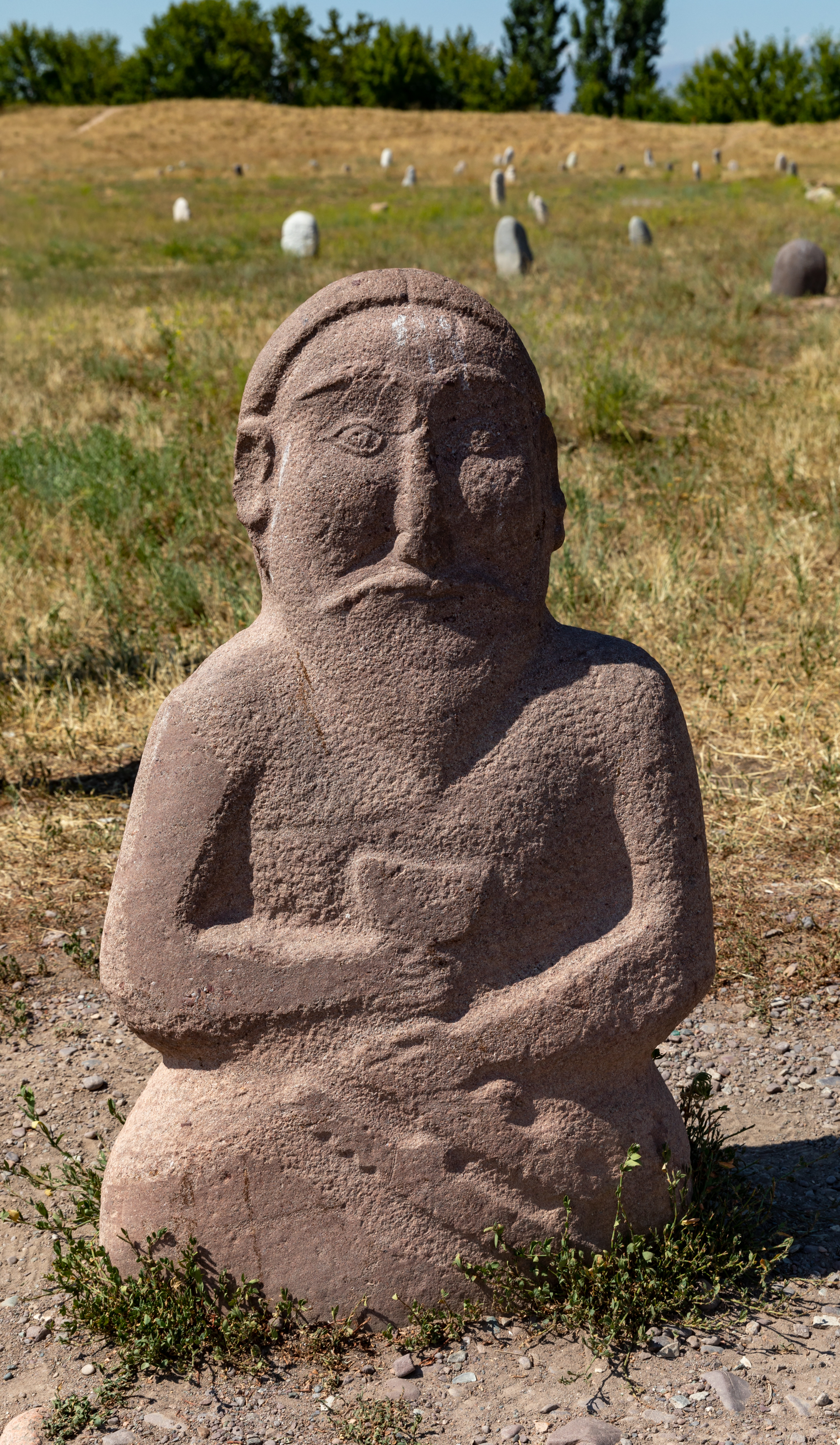
Balbal (statue-menhir), Burana (Kirghizistan) (en)
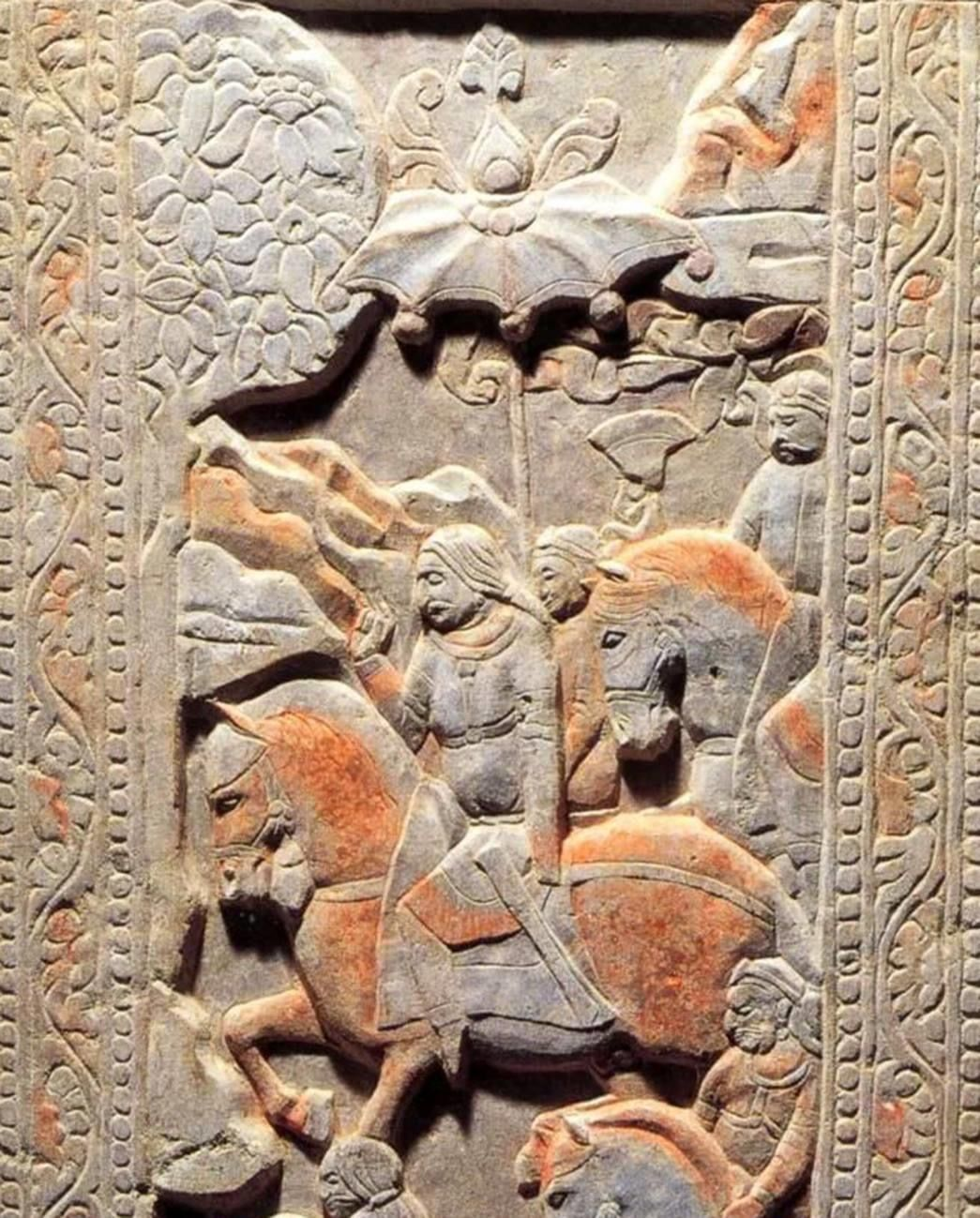
Sarcophage
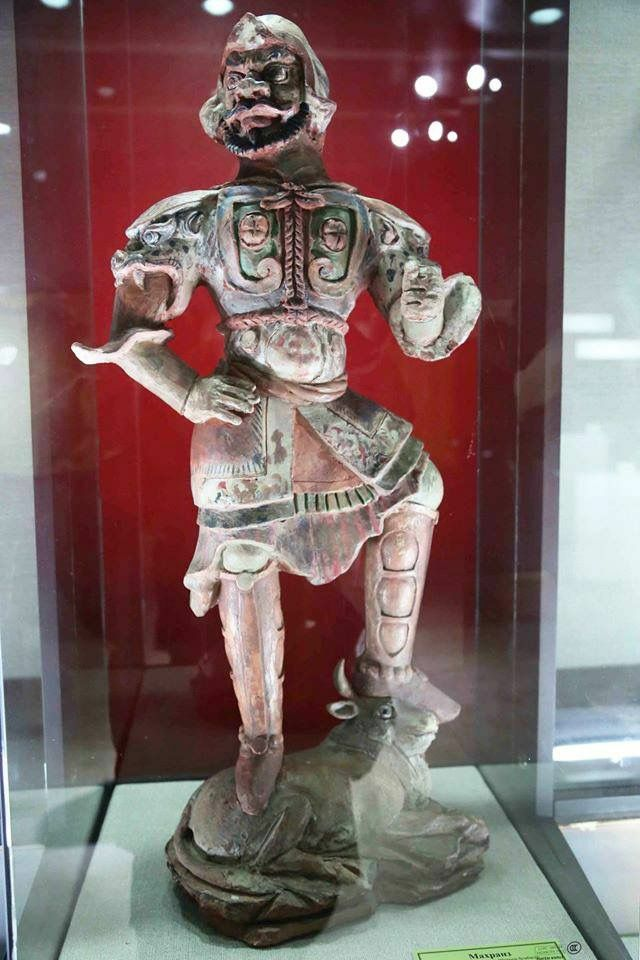
Statue de guerrier, issue de kourgane